# Echiniscus palmai
Echiniscus palmai är en djurart som tillhör fylumet trögkrypare, och som beskrevs av Hieronymus Dastych 1997. Echiniscus palmai ingår i släktet Echiniscus och familjen Echiniscidae. Inga underarter finns listade i Catalogue of Life.